# 吉川水城
吉川水城（よしかわ みずき、1941年（昭和16年）
9月15日 - 2017年（平成29年）6月26日）は、日本の栃木県芳賀郡益子町の益子焼の陶芸家である。
同じく益子町の益子焼の陶芸家である吉川心水は実弟である。
植物や自然をモチーフとして、白化粧を地にした赤絵と、黒釉を地にした鉄絵を主に陶画として描いている。

## 生涯

### 生い立ち
1941年（昭和16年）9月15日、東京都豊島区長崎に、父・鵄郎、母・末の長男として生まれる。
「水城」の名は、日米開戦の年に生まれたためか、7世紀中頃に新羅に対する防備のために現在の福岡県大宰府町に築かれた防塁堤防「水城」に由来し、「日本の守りとなれ」と願った父親から名付けられたという。そして「名は人を現す」通りに、その生き方も作陶姿勢も堅固となり頑固なものになっていった。
父親の仕事の関係で、母の生地である神奈川県小田原市で育つ。小さい頃から絵画には非凡な才能を発揮しており、神奈川県の賞を独占していた。神奈川県で2番目に古い進学校である神奈川県立小田原高等学校に在学中、何のために勉強をしなければならないのか、と苦悩する日々を送った。そんな中、臨時講師の美術の先生から「こういう絵が描けるのなら芸大を受けろ」と勧められ、芸大受験に挑んだ。

### 東京芸大で陶芸の道へ
1960年（昭和35年）、東京芸術大学工芸科に現役で合格し入学。入学した頃は工芸デザインを専攻するつもりだったが、大学3年生の時に教授の勧めで、戦国武将・細川忠興と李朝の陶工・金尊楷によって開窯された九州福岡県田川郡福智町上野の伝統工芸「上野焼」を体験した。この時に「いい感触」を得て、「焼き物」の道に進むことになる。そして大学四年生になった時に大学院に陶芸専攻科が新設され、後に偶然、共に益子で作陶活動を行うことになる古川隆久らとともにその一期生となり、加藤土師萌や浅野陽たちの指導を受ける。
それまで「焼き物」についてほとんど知らなかったので、東京都内の百貨店やギャラリーに置いてあった作陶作品を見て回った。そして大学院で助教授を務めていた藤本能道に「濱田庄司と富本憲吉の作品に感動しましたが、富本憲吉ってご存知ですか。」と質問してしまい、その後いつまで経っても藤本から「富本憲吉を知っているかと私に聞いたのは吉川だけだ」とからかわれた。

### 益子の窯業指導所技師に
1966年（昭和41年）、東京芸大大学院を修了した時に、当時の栃木県知事であった横川信夫が「益子焼の技術向上のために、益子の窯業指導所の指導員に陶芸専攻修了生を一人迎えたい」と考え、後の東京芸大教授の田村耕一に依頼し、栃木県佐野市の田村の薪窯の年一回の焼成実習をしていた陶芸科の学生の中で積極的に田村に質問をしていた吉川に白羽の矢が立ち、田村の紹介により同年栃木県窯業指導所（現在の「栃木県産業技術センター 窯業技術支援センター」）の技師として就職し、それまで縁もゆかりも無かった益子町にやってきた。
吉川が初めて益子にやってきた時の印象は「来てみたら品のある町だと感じた」。濱田庄司や加守田章二が強い磁力を持ちながら作陶活動をし、益子の職人たちは誇りを持って自分たちの仕事に務めていた。それまで「民藝の里」に持っていたあか抜けない野暮ったいイメージは完全に払拭された。そしてその後、益子に住み着くことになった。
栃木県窯業指導所では、当時、益子で天然の白絵土が枯渇してしまい、廃れかけていた「益子山水土瓶」が関わる伝統技術である「白化粧掛け」の技法が消滅しかかっていた。吉川は窯業技術指導所の技師として白化粧土のレシピを公開し、白化粧掛けの技術を復活させた。また東京芸大で習得した「鉄絵」「色絵」「色差し」の技法を伝えてその改良に取り組み、関連する釉薬の研究に没頭し、質の良い釉薬の改良品を開発し、益子焼の品質向上に大きく貢献した。
その一方で吉川が益子に来たことで「芸大生が益子にやってきた」と、様々な面から騒がれることになった
。例えば吉川は益子で初めて「電気窯」を使って作陶作品の焼成を行った人物であった。窯業指導所にも電気窯はあるにはあったが、窯の温度は上がらないし年中熱線は切れるし焼き上がりも悪い劣悪な窯であり、電気窯の評判を悪くするような窯だった。そして吉川が最新式の電気窯を使い始めた時、「なんだこれ」「こんなもので飯を食うのか」と、寝ないで窯を焚く必要のない、手間の掛からない電気窯と、それを益子に持ち込んだ吉川への、益子の陶工たちからの反応は散々だった。しかし逆に、東京芸大では重油窯と電気窯を主に使っていた吉川にとっては、登窯は非常に洗練されたシステムに見え、新鮮に感じていた。

### 伝統を踏まえた新しい「吉川水城の益子焼」
1969年（昭和44年）、技師としてこれ以上貢献出来るものはない、と独断し3年間務めた窯業指導所を退職し、益子の北郷谷に灯油窯を築窯し独立した。そして翌年の1970年（昭和45年）には熊谷和枝と結婚した。その後、1976年（昭和51年）には灯油窯をやめてガス窯を導入し黒釉釉彩の手法を取り入れ始めた。また1985年（昭和60年）には高萩土を取り入れるために薪窯を築いた。
益子の自宅の周辺は四季折々な自然が息づき、芽が出て花が咲き、散っては実を残す。そのような木々や草花や鳥やその他様々な四季の移ろいの事象が焼き物の絵付けのモチーフとなった。どんぐりや露草、桜草、松葉、秋桜、石蕗、葛など様々な草花を描いていった。
そして自らが改良に手掛けた白化粧や黒釉を地として、陶器をカンバスに見立て、土を生かすこと、そして土が持つエネルギーを形にすることが陶芸の原点であり、表面を飾る技術は枝葉である。この事を肝に銘じながら絵付けを楽しむ」という思想のもとに、益子の土や釉薬を用いて、益子の伝統に立ちながらも、従来の益子焼とは異なる吉川水城独自の色彩感覚を用いて洗練された「吉川水城の益子焼」を展開していった。
また独立後に、益子町の奇才の陶芸家であった加守田章二に上絵具の調合を依頼された。吉川は赤い上絵具を制作して加守田に渡し、加守田の彩陶の連作に貢献した。加守田はその絵具にいろんなものを混ぜて彩陶に使用した。吉川は「こういう使い方もあるのか」と、加守田の創意工夫に逆に教わることになった。
吉川の作陶はこれまでの益子焼とは異なる異質なものと見られがちだった。それでも「広い意味での益子焼だと思っています」「濱田庄司もそれまでの益子焼とは全く違う作陶作品を生み出していった」「自分の作品もいずれは益子焼と呼ばれていくと思う」という信念の基に作陶活動を続けていった。そして濱田庄司と同じ「益子焼の正当な後継者の一人である」と謳われるようになった。
2017年（平成29年）6月26日、病のため逝去した。享年75。